# Pyrrhus de Constantinople
Pyrrhus ou Pyrrhos de Constantinople (mort le 1er juin 654 à Constantinople) a été le patriarche de Constantinople du 20 décembre 638 au 29 septembre 641, succédant à Serge Ier, et à nouveau entre le 9 janvier et le 1er juin 654.

## Biographie
Pyrrhus s'est montré l'un des plus durables partisans du monothélisme. Lors des émeutes qui suivent la mort de l'empereur Héraclius, il est renversé et exilé en Afrique. Pyrrhus est rappelé d'exil sous le règne d'Héraclonas et de sa mère Martine. Il est renversé une seconde fois et doit à nouveau s'enfuir en Afrique. En juillet 645, il entretient une controverse avec le théologien Maxime le Confesseur (Disputatio cum Pyrrho) à laquelle participe Grégoire, exarque byzantin de Carthage ; ces échanges le font renoncer au monothélisme.
Ayant renoncé à l'hérésie, Pyrrhus fait un voyage à Rome sur l'invitation du patriarche d'Occident, le pape Théodore Ier. Il revient à Constantinople où il se déclare à nouveau en faveur du monothélisme. Cette apostasie lui vaut d'être condamné par le pape à Rome, un anathème confirmé lors d’un synode au Latran  en 649. Il meurt à la pentecôte 654 après avoir à nouveau porté le titre de patriarche de Constantinople pendant quelques mois.
Pierre de Constantinople lui succède.

## Référence aux éditions
- CPG 7615-7618.